# Dave Lee
Dave Lee, noto anche con lo pseudonimo di Joey Negro (18 giugno 1964), è un disc jockey e produttore discografico britannico.

## Biografia
Dave Lee nasce il 18 giugno 1964 sull'isola di Wight in Inghilterra. Suo padre era un collezionista di dischi americani, in particolare prediligeva il genere soul e funk, dischi che hanno influenzato notevolmente il gusto musicale del giovane Dave e fatto nascere in lui la forte passione per la musica. Questa stessa passione lo porta negli anni ottanta a Londra, dove lavorerà in un negozio di dischi; da quel momento inizia una carriera che lo porta addirittura all'apertura di un'etichetta discografica, la prima per lui: la Republic Records, inaugurata dal suo primo disco "Get Busy" sotto lo pseudonimo "M.D.EMM's". La sua carriera avanza grazie a remix spesso commissionati anche da importanti artisti e produzioni come American dream, Fly away e tante altre che hanno fatto grande successo e lo hanno portato ad essere considerato come uno dei massimi interpreti della house music europea.

## Discografia

### Album in studio
- 1993 "Universe of Love"
- 1997 "Get Down Tonight" (con Andrew Livingstone)
- 1998 "Here Comes the Sunburst Band" (come The Sunburst Band)
- 2002 "Visions" come Jakatta)
- 2004 "Until the End of Time" (come The Sunburst Band)
- 2008 "Moving with the Shakers" (as The Sunburst Band)
- 2008 "Doug's Disco Brain" (as Doug Willis)
- 2009 "The Remixes" (con The Sunburst Band)
- 2010 "The Phuture Ain't What It Used To Be" (as Akabu)
- 2012 "The Secret Life of Us" (as The Sunburst Band)

### Raccolte
- 1988 "The Garage Sound Of Deepest New York"
- 1989 "Paradise Regained: The Garage Sound Of Deepest New York Vol. 2"
- 1991 "The Garage Sound Volume III - The Third Generation"
- 1995 "Disco House Mixed By Joey Negro"
- 1996 "The Garage Sound Volume 4"
- 1997 "Disco Connection"
- 1997 "Jumpin'"
- 1998 "Jumpin' 2"
- 1999 "Disco Spectrum"
- 1999 "Can't Get High Without U"
- 2000 "Disco Spectrum 2"
- 2000 "The Voyage"
- 2000 "Disco Not Disco" (with Sean P)
- 2001 "Nite:Life 08"
- 2002 "Disco Spectrum 3"
- 2002 "Disco Not Disco Vol.2" (with Sean P)
- 2003 "Back To The Scene Of The Crime"
- 2003 "Southport Weekender (with Gilles Peterson & Miguel Migs)
- 2003 "Pleasure House"
- 2003 "Joey Negro's Non-Stop Funky Mix"
- 2005 "In The Beginning"
- 2005 "In The House"
- 2005 "The Soul of Disco Vol.1" (with Sean P)
- 2006 "The Trip - Navigated By Joey Negro"
- 2006 "Destination Boogie" (with Sean P)
- 2006 "The Many Faces of Joey Negro Vol.1"
- 2007 "Back In The Box"
- 2007 "Lust - Art & Soul: A Personal Collection By Joey Negro"
- 2007 "Supafunkanova" (with Sean P)
- 2009 "Locked In The Vinyl Cellar"
- 2009 "The Many Faces of Joey Negro Vol.2"
- 2009 "The Many Faces of Joey Negro Vol.2"
- 2010 "Backstreet Brit Funk"
- 2010 "20 Years of Joey Negro" (with Grant Nelson)
- 2011 "The Soul of Disco Vol.2" (with Sean P)
- 2011 "The Soul of Disco Vol.3"
- 2012 "GoGo Get Down"
- 2013 "Remixed With Love by Joey Negro"
- 2014 "Italo House Compiled by Joey Negro"

### Singoli
Joey Negro
- 1990 "Do It, Believe It"
- 1991 "Above & Beyond EP" (con Andrew Livingstone e Viv Hope-Scott)
- 1991 "Do What You Feel" (con Andrew Livingstone, Viv Hope-Scott e Debbie French) - #36 UK
- 1991 "Reachin'" - #70 UK
- 1992 "Enter Your Fantasy EP" - #35 UK
- 1992 "Feel Your Body" (con Andrew Livingstone)
- 1993 "What Happened to the Music" (con The Trammps and Andrew Livingstone) - #52 UK
- 1993 "So Deep" (with Reese Project)
- 1993 "What a Life/Universe of Love" (con The Trammps)
- 1997 "Can't Get High Without U" (con Pete Z. and Taka Boom) - #1 US Dance
- 1999 "Must Be the Music" (con Taka Boom) - #8 UK
- 2000 "Saturday" (con Taka Boom) - #41 UK
- 2005 "Make a Move on Me" (con Taka Boom) - #11 UK, #59 Australia, #40 Ireland, #1 US Dance
- 2008 "Ride the Rhythm"
- 2008 "Love Hangover"
- 2010 "Can't Get High Without U" (con David Penn Remixes)
- 2010 "Beyond The Dance" (con The Revenge Remixes)
- 2010 "20 Years of Joey Negro Sampler" (con Grant Nelson Remixes)
- 2011 "Feel It" (con Alex Kenji Remix)
- 2011 "No Sugar" (con Gramophonedzie & Shea Soul)
- 2011 "Must Be The Music" (con Crazibiza Remixes)
- 2013 "I Need Somebody Tonight" (con Thelma Houston)
- 2014 "Candidate For Love" (con Horse Meat Disco)

Jakatta
- 2000 "American Dream" - #3 UK, #63 Australia
- 2001 "American Dream (Remix)" - #63 UK
- 2001 "So Lonely" (con Monsoon) - #8 UK, #51 Australia
- 2002 "My Vision" (con Seal) - #6 UK
- 2002 "One Fine Day" (con Beth Hirsch) - #39 UK
- 2004 "Visions"
- 2005 "Scattering Stars"
- 2005 "Shimmering Stars" (con Michele Chiavarini)
- 2012 "American Dream" (con Supernova Remixes)
- 2012 "Scattering Stars (con Ogris Debris Remixes)
- 2014 "American Dream" (con Andre Crom & Chi Thanh Remix)

Raven Maize
- 1989 "Together Forever" (con Romana Brooks e Blaze) - #67 UK
- 1996 "Together Forever '96"
- 2001 "The Real Life" - #12 UK
- 2002 "Fascinated" (con Michele Chiavarini e Katherine Ellis) - #37 UK
- 2012 "Fascinated" (con Alex Kenji Remixes)

The Sunburst Band
Il gruppo include Michele Chiavarini, Julian Crampton, Thomas Dyani-Akuru, Tony Remy, Michael J. Parlett & Colin Graham
- 1997 "Sunburn EP" (con Jessica Lauren)
- 1998 "Ease Your Mind"
- 1999 "Garden of Love"
- 1999 "Radiant EP" (con Michele Chiavarini)
- 2003 "Big Blow"
- 2004 "Everyday"
- 2004 "Thin Air / Everyday / U Make Me So Hot (Remixes)"
- 2004 "Far Beyond" (con Michele Chiavarini)
- 2004 "Fly Away" (con Pete Simpson)
- 2004 "Just Do It/Every Day" (con Luci Martin, Norma Jean Wright e Taka Boom)
- 2004 "Thin Air EP" (con Taka Boom)
- 2005 "He Is/Fly Away" (con Audiowhores Remixes)
- 2005 "U Make Me So Hot" (con YamWho? & BT Remixes)
- 2006 "For All Eternity/Twinkle" (con Idjut Boys Remixes)
- 2008 "Rough Times" (con Yolanda Wyns)
- 2008 "Fashion/Journey to the Sun" (con Pete Simpson and Katherine Ellis)
- 2008 "Journey To The Sun / Our Lives Are Shaped / Fashion" (con Dennis Ferrer & Elektrons Remixes)
- 2008 "Survivin'" (con Leroy Burgess) (with Milton Jackson & IG Culture Remixes)
- 2009 "Man Of War" (con Henrik Schwarz, Idjut Boys & YamWho? Remixes)
- 2009 "Our Lives Are Shaped / We Can Live Forever" (con Grant Nelson & Simon Grey Remixes)
- 2009 "Put A Lyric In It" (con The Revenge, DJ Meme & Cool Million Remixes)
- 2009 "The Remixes Album Sampler" (con Kaje Trackheadz, Recloose & YamWho? Remixes)
- 2009 "Our Lives Are Shaped" (con Grant Nelson & Simon Grey Remixes)
- 2011 "Rough Times" (con Sean McCabe Remixes)
- 2012 "The Remixes" (con Opolopo, Andreas Saag & Atjazz Remixes)
- 2012 In The Thick Of It (con Angela Johnson)
- 2013 "Record Store Day Special"
- 2013 "The Secret Life of Us" (con Directors Cut Signature Remixes)
- 2013 Definition Of Luv (con Sean McCabe Remixes)
- 2013 "I'll Be There 4 U (Garden of Love)" (con Spiritchaser Remix)
- 2014 "Only Time Will Tell feat. Angela Johnson" (con Joey Negro Remix)
- 2014 "Face The Fire EP"

Doug Willis
- 1993 "Syndrum Syndrome EP"
- 1995 "Bodyshine"
- 1996 "Down To The Disco EP"
- 1997 "Doug-Ism EP"
- 1998 "Armed And Extremely Douglas" (con Michele Chiavarini e Taka Boom)
- 1998 "Doug Shit EP" (con Michele Chiavarini e Carolyn Harding)
- 2000 "Skate Dancer" (con Taka Boom)
- 2003 "Get Your Own"
- 2005 "I Know You, I Live You" (con Yolanda Wyns)
- 2007 "Doug Dastardly" (with Michele Chiavarini and Pete Simpson)
- 2007 "Dougswana" (con Zeke Manikiya e Michele Chiavarini)
- 2008 "Doug Biscuit / Spread Love / Dougswana" (con Audiowhores Remixes)
- 2011 "Douggy Style EP"
- 2012 "Was Doug A Doughnut EP"
- 2013 "Spread Love" (con Alex Kenji Remixes)
- 2014 "Doug Mess On The Dancefloor EP"

Prospect Park
- 1997 "Movin' On" (with Carolyn Harding) - #55 UK
- 1999 "ESP" (con Bernard Thomas e Carolyn Harding)
- 2001 "Surrender" (con Mr. Pink)
- 2002 "I Got This Feelin'" (con Michele Chiavarini e Taka Boom)
- 2003 "Spinnin'" (con Michele Chiavarini e Linda Clifford)
- 2005 "Get Down Tonight"

Mistura
- 1998 "Tonight" (with Maxine McClain)
- 1999 "Think Positive" (con Michele Chiavarini, Viv Hope-Scott e Carolyn Harding)
- 1999 "Runnin'" (con Luke Smith, Viv Hope-Scott e Carolyn Harding)
- 2002 "Sweet Magic" (con Michele Chiavarini e Taana Gardner)
- 2011 "Better Things To Come" (con Kadija Kamara)
- 2013 "Smile" (with Kendra Cash) (con Shur-i-kan Remixes)

Sessomatto
- 1996 "I'm Back"
- 1996 "Can't Fight The Feeling" (con Taka Boom)
- 2000 "Moody" (con Michele Chiavarini e Taka Boom)
- 2003 "I Need Somebody" (con Thelma Houston)
- 2006 "Movin' On" (con Michele Chiavarini e Carolyn Harding)
- 2007 "You're Gonna Love Me" (con Carolyn Harding)
- 2007 "Spring Sampler"
- 2009 "You're Gonna Love Me" (con Denis Naidanow Remixes)
- 2011 "All Over The World"/Give It To Me"
- 2011 "1988 EP"

Z Factor
- 1996 "Gotta Keep Pushin'"
- 1999 "Give It on Up"
- 1999 "Make a Move on Me"
- 2001 "Ride The Rhythm"
- 2002 "Rock Ur Body"
- 2007 "Moody / Bang"
- 2008 "We'll Keep Climbing / Somebody" (con Dawn Tallman e Manfred Orange)
- 2010 "Makes You Crazy / The Piano Principle"
- 2011 "Keep On Jumpin'" (con Luigi Rocca Remix)
- 2012 "Sounds In The Air" (con Soul Purpose Remix)
- 2014 "Get In 2 The Music" (con Joey Negro Remix)

Foreal People
- 1998 "Does It Feel Good 2U?" (con Michele Chiavarini e Taka Boom)
- 1999 "Discotizer" (con Michele Chiavarini, Taka Boom e Dave Clarke)
- 1999 "Shake" (con David Grant)
- 2001 "Gotta Thing" (con Michele Chiavarini e Taana Gardner)

Akabu
- 2000 "Your Wildest Dreams" (con Michele Chiavarini e Viv Hope-Scott)
- 2001 "Ride The Storm" (con Michele Chiavarini e Linda Clifford) - #69 UK
- 2003 "The Way"
- 2004 "Don't Hold Back" (con Michele Chiavarini e Steve Burton)
- 2005 "Phuture Bound" (con Michele Chiavarini)
- 2006 "Phuture Bound Remixes" (con Ame & Shur-i-kan Remixes)
- 2006 "I'm Not Afraid of the Future" (con Michele Chiavarini, Pete Simpson e Yoland Wynns)
- 2007 "I'm Not Afraid Of The Future (Remixes)" (con DJ Fudge & Jimpster Remixes)
- 2009 "Sax My Bitch Up" (con Audiojack Remix)
- 2010 "Another Generation" (con Jimpster & THomas Gold Remixes)
- 2010 "If You Want It All" (con Motor City Drum Ensemble Remix)
- 2010 "Another World" (con Andre Lodemann Remix)
- 2011 "Life Is So Strange" (con Tony Momrelle)
- 2011 "Life Is So Strange" (con Deetron & Lovebirds Remixes)
- 2011 "The Big Room Mixes EP" (con Thomas Gold, Ron May & Audiojack Remixes)
- 2011 "The Phuture Ain't What It Used To Be" (with Yass & Spirit Catcher Remixes)
- 2012 "Crystalised EP" (con Foremost Poets)
- 2013 "Everybody Wants Something" (con Alex Mills)
- 2013 "Again" (con Giom e Kadija Kamara)
- 2014 "Everybody Wants Something" Feat. Alex Mills (con Kolombo e Giom Remixes)

M-D-Emm
- 1988 "Get Acidic EP", as M-D-Emm (con Mike Cheal e Mark Ryder)
- 1988 "Burn It Down", as M-D-Emm (con Mike Cheal e Mark Ryder)
- 1988 "Don't Stop (We're So Hot)", as M-D-Emm (con Mike Cheal e Mark Ryder)
- 1988 "Fanning the Flames", as M-D-Emm (con Mike Cheal e Mark Ryder)
- 1988 "Get Busy (It's Party Time)", as M-D-Emm (con Mike Cheal e Mark Ryder) - #100 UK
- 1988 "Playin' with Fire EP", as M-D-Emm (con Mike Cheal e Mark Ryder) - #98 UK
- 1989 "Get Hip to This", as M-D-Emm (con Mike Cheal, Mark Ryder e Nasih)
- 1989 "I Wanna Do It", as 2 The Max (con Mike Cheal)

Altri alias
- 1989 "Do You Want Me", come Skeletor (con Mark Ryder)
- 1989 "Check It Out", come Masters Of The Universe (con Mark Ryder)
- 1990 "Report to the Dancefloor", come Energise
- 1990 "Space Talk", come Masters Of The Universe (con Mark Ryder)
- 1990 "Can't Give You Up", come Life On Earth (con Andrew Livingstone, Pat Leacock e Winston Marvaya)
- 1991 "One Kiss", come Pacha (con Blaze e Debbie French)
- 1993 "You & I / Motivation", come Swingtime Dee
- 1994 "Latin Connection EP", come Agora
- 1994 "Choose Me", come Cookie
- 1994 "Our Love", come The Away Team (con Andrew Livingstone e Gerideau)
- 1994 "Girls & Boys", come Hedboys (con Andrew Livingstone)
- 1995 "Weekend", come Fibre Foundation
- 1995 "Mutual DIY EP", come Hedboys (come Andrew Livingstone)
- 1995 "Stargazer EP", come Jupiter Beyond
- 1995 "On My Mind", come The Away Team (con Andrew Livingstone)
- 1995 "Life on Mars EP", come Men From Mars (con Andrew Livingstone)
- 1995 "Sun Power EP", come Men From Mars (con Andrew Livingstone)
- 1996 Your Wildest Dreams, come Swingtime Dee
- 1997 "Best Part Of Me" come Cookie
- 1997 "Make It Hot / Don't Keep Me Waiting", come Mankind
- 1999 "The Loving Game / Sweet Embrace", come Raw Essence (con Michele Chiavarini e Maxine McClain)
- 2000 "Do U Love What U Feel", come Raw Essence (con Maxine McClain)
- 2001 "Love & Affection", come Mr. Pink presents The Program (con Mr. Pink) - #22 UK
- 2002 "That's How Good Your Love Is", come Il Padrinos (con Danny Rampling e Jocelyn Brown)
- 2002 "Love Is Freedom" con Ewan Kelly
- 2004 "Change For Me", come Erro
- 2005 "You're Not Alone", come Dave Lee (con Michele Chiavarini e Ann Saunderson)
- 2006 Trampoline, come Tamara's World (con Katherine Ellis)
- 2007 The Kinda Love, come AC Soul Symphony
- 2007 "What's Happening", come AC Soul Symphony (con Michele Chiavarini e Pete Simpson)
- 2007 "Latronica", come Dave Lee
- 2007 "The Girlz & Boyz", come Brad Hed (con Andrew Livingstone)
- 2008 "Mucho Macho", come Dave Lee
- 2009 "Montayo", come Agora (con Mark Grant Remixes)
- 2009 "The Real Life", come Brad Hed
- 2010 "As Long As I Got You" (con Conan Liquid Remixes)
- 2010 "Still In Love", come AC Soul Symphony (con Ricci Benson)
- 2011 "Why", come Kola Kube (con Diane Charlemagne e Hot Toddy Remixes)
- 2011 "One Kiss" come Pacha (con Matt Bandy Remixes)
- 2012 "Break My Heart", come Kola Kube (con Choklate)
- 2012 "Everybody Needs Somebody", come Kola Kube (Faze Action Remixes)
- 2013 "The Girls & Boys", come Brad Hed (con Crazibiza Remix)
- 2013 "Daft Funk", come Sadam Ant
- 2013 "Let Your Body Rock", come Azucar (con Kyodai Remixes)

## Progetti di Dave Lee
- Joey Negro
- Jakatta
- Akabu
- The Sunburst Band
- Sessomatto
- Raven Maize